# Corridoio Reno-Danubio
Il corridoio Reno-Danubio è il nono dei nove assi prioritari del sistema di reti transeuropee dei trasporti (TEN-T).

## Percorso
Il Corridoio Reno-Danubio attraversa sei nazioni europee: Francia, Germania, Austria, Ungheria e Romania. Lungo la sua rotta passa per: Francoforte sul Meno, Karlsruhe, Strasburgo, Stoccarda, Würzburg, Monaco di Baviera, Norimberga, Ratisbona, Plzeň, Salisburgo, Wels, Linz, Praga, Pardubice, Vienna, Bratislava, Ostrava, Žilina, Győr, Košice, Budapest, Vukovar, Arad, Craiova, Brașov, Ploiești, Bucarest, Vidin, Giurgiu, Costanza e Sulina.